# Paul Fahlisch
Immanuel Friedrich Paul Fahlisch (* 27. Mai 1844 in Ragow, Landkreis Calau; † 13. Mai 1930 in Lübbenau) war ein deutscher Lehrer und Regionalhistoriker.

## Leben und Wirken
Paul Fahlisch wurde als Sohn eines Lehrers geboren. Nach dem Besuch der Dorfschule und der Höheren Bürgerschule in Lübben, absolvierte er von 1863 bis 1866 das Lehrerseminar in Neuzelle. Von 1866 bis 1870 war er Hilfslehrer an der Lübbenauer Stadtschule, dann Lehrer an der Nebenschule von Lübbenau (am Ende des Topfmarktes), wo er bis 1910 tätig war.
Im Jahr 1882 hatte er die Idee, Urlaubern im Kahn den Spreewald zu zeigen. 1886 gehörte er zu den Mitbegründern des Fremdenverkehrsvereins und 1890 des Spreewaldmuseums, das er später auch leitete. Auch sonst nahm er rege am Vereinsleben teil, er war Mitglied im Gesangsverein „Liederkranz“, im Männerturnverein und im Kulturverein „Harmonie“.
1928 wurde er Ehrenmitglied der Niederlausitzer Gesellschaft für Anthropologie und Altertumskunde. 14 Tage nach seinem Tod, an seinem 86. Geburtstag, wurde er zum Ehrenbürger von Lübbenau ernannt, wo auch eine Straße seinen Namen trägt. 1995 wurde das Paul-Fahlisch-Gymnasium nach ihm benannt. Der Tourismusverband Spreewald vergibt alle zwei Jahre den mit 1.500 Euro dotierten Paul-Fahlisch-Preis für innovative Dienstleistungen und Marketing des Tourismus im Spreewald.

## Werke
Fahlisch schrieb für die Vossische Zeitung, die Tägliche Rundschau, die Frankfurter Oderzeitung, den Cottbuser Anzeiger und die Lausitzer Landeszeitung. Außerdem publizierte er folgende Bücher:
- Geschichte der Spreewaldstadt Lübbenau. Lübbenau 1877 (Digitalisat); 2. Auflage, [Stadtverwaltung], Lübbenau 1928
- Der Spreewald. Praktischer Reiseführer (= Griebens Reiseführer, Band 51). 4. Auflage, Goldschmidt, Berlin 1893; bis 14. Auflage, Goldschmidt, Berlin 1920
- Geschichte der Familie Nabbat. [Rauert & Pittius], [Sorau] 1913
- Geschichte des Dorfes Ragow. Beiträge zur Spreewaldforschung. Bruchmann, Lübbenau 1921
- Der Spreewald (= Miniatur-Bibliothek, Band 1108). Verlag für Kunst und Wissenschaft A. O. Paul, Leipzig [1929]